# Le Rital
Cet article possède un paronyme, voir Les Ritals.
Cet article concerne l'album. Pour la chanson, voir Le Rital (chanson). Pour les autres significations, voir Rital.
Albums de Claude Barzotti
L'Amour, Madame
(1983) Beau, j's'rai jamais beau
(1984)
Singles
1. Le Rital
Sortie : novembre 1983
2. Je ne t'écrirai plus
Sortie : mai 1984
3. Je vous aime (Pays-Bas)
Sortie : 1984

Le Rital est le deuxième album studio de Claude Barzotti, sorti en septembre 1983 sur le label Disques Déesse.
Le titre de l'album doit son nom à la chanson Le Rital, qui est également le premier single extrait de l'album. Cette chanson se classe à la première place des ventes et est certifié disque d'or en France. Le deuxième single de l'album Je ne t'écrirai plus est également un succès, atteignant la deuxième place en France. La chanson Je vous aime est sortie en single aux Pays-Bas uniquement. 
L'album est certifié disque d'or par le Syndicat national de l'édition phonographique pour plus de 100 000 exemplaires vendus.

## Historique
L'album Le Rital sort en septembre 1983 en France et au Canada en disque 33 tours et cassette et le 3 janvier 1984 en CD avec une autre pochette,.
Une réédition en CD est sortie en 2003 sous le label Sony. Cette nouvelle édition contient 15 titres.

## Liste des titres
Toute la musique est composée par Claude Barzotti, sauf Je vous aime et un extrait de Le Rital.
| 1.    | Je ne t'écrirai plus                             | Anne-Marie Gaspard, Claude Barzotti |                          | 3:38 |
| 2.    | Y a plus d'amour                                 | A.M. Gaspard, C. Barzotti           |                          | 2:52 |
| 3.    | La Petite Fille de Normandie                     | A.M. Gaspard, C. Barzotti           |                          | 3:22 |
| 4.    | Ami ami                                          | A.M. Gaspard, Michel Detry          |                          | 3:19 |
| 5.    | Mais qu'est ce que t'as fait du soleil ?         | A.M. Gaspard, Michel Célie          |                          | 2:58 |
| 6.    | Le Rital (citation autorisée d'Arrivederci Roma) | A.M. Gaspard, C. Barzotti           | Renato Rascel (citation) | 3:30 |
| 7.    | Si ça va pas ce soir                             | A.M. Gaspard, M. Célie              |                          | 3:18 |
| 8.    | Entre c'qu'on dit et ce qu'on fait               | A.M. Gaspard, M. Célie              |                          | 3:07 |
| 9.    | Je vous aime                                     | Christian Jean                      | Christian Jean           | 2:59 |
| 10.   | Florence                                         | A.-M. Gaspard, Frank Clementz       |                          | 3:23 |
| 32:26 |                                                  |                                     |                          |      |

## Crédits
- Bernard Estardy – arrangements, prise de son, réalisation artistique
- Alain Marouani – photographie
- Alain Butet – réalisation artistique

Crédits provenant des notes d'accompagnement.

## Classements et certifications

### Classements hebdomadaires
| Classement (1983–84)             | Meilleure position |
| -------------------------------- | ------------------ |
| Europe (European Top 100 Albums) | 68                 |
| France (SNEP)                    | 11                 |

### Certification
| Pays                                                             | Certification | Ventes certifiées |
| ---------------------------------------------------------------- | ------------- | ----------------- |
| France (SNEP)                                                    | Or            | 100 000*          |
| *Ventes selon la certification xNon précisé par la certification |               |                   |